# Adelajda z Saksonii-Meiningen (1891–1971)
Adelajda „Ada” Anna Karolina Maria Elżbieta (ur. 16 sierpnia 1891 w Cassel, zm. 25 kwietnia 1971 w La Tour-de-Peilz w Szwajcarii) – księżniczka Saksonii-Meiningen i Hildburghausen oraz poprzez małżeństwo księżna Prus. Pochodziła z rodu Wettynów.
Urodziła się jako druga córka księcia Fryderyka (jednego z synów panującego wówczas w Sachsen-Meiningen und Hildburghausen księcia Jerzego II) i jego żony księżnej Adelajdy.
3 sierpnia 1914 w Wilhelmshaven poślubiła księcia Adalberta – trzeciego syna króla Prus i Cesarza Niemiec Wilhelma II. Para miała troje dzieci:
- księżniczkę Wiktorię Marinę (1915–1915)
- księżniczkę Wiktorię Marinę (1917–1981)
- księcia Wilhelma Wiktora (1919–1989)

Po klęsce cesarstwa w I wojnie światowej i wybuchu rewolucji listopadowej w 1918 Wilhelm II i wszyscy pozostali niemieccy monarchowie zostali zmuszeni do abdykacji.